# Guillermo Rebolledo
Guillermo Rebolledo Ramos (Xalapa, 1896 - Ciudad de México, 15 de mayo de 1958) fue un político mexicano, miembro del Partido Revolucionario Institucional. Fue gobernador interino de Veracruz entre 1935 y 1936.